# Isle of Wight (circonscription britannique)
Pour les articles homonymes, voir Isle of Wight.

Localisation au sein de l'Angleterre.

La circonscription de l'île de Wight est une circonscription électorale britannique. Créée par le Reform Act de 1832, elle correspond à la totalité de l'île de Wight et constitue de loin la circonscription la plus peuplée du Royaume-Uni (plus de 100 000 habitants pour une moyenne nationale de 70 000). Des propositions pour permettre une meilleure représentation de l'île à la Chambre des communes ont été faites, sans qu'aucun découpage de l'île ne fasse l'unanimité.
La circonscription est traditionnellement disputée entre les libéraux et les conservateurs.

## Députés
- 1832 : Richard Simeon (Parti libéral)
- 1837 : William à Court-Holmes (Parti conservateur)
- 1847 : John Simeon (Parti libéral)
- 1851 : Edward Dawes (Parti libéral)
- 1852 : Francis Venables-Vernon-Harcourt (Parti conservateur)
- 1857 : Charles Cavendish Clifford (Parti libéral)
- 1865 : John Simeon (Parti libéral)
- 1870 : Alexander Baillie-Cochrane (Parti conservateur)
- 1880 : Evelyn Ashley (Parti libéral)
- 1885 : Richard Webster (Parti conservateur)
- 1900 : John Seely (Parti conservateur puis libéral à partir de 1904)
- 1906 : Godfrey Baring (Parti libéral)
- 1910 (janvier) : Douglas Hall (Parti conservateur)
- 1922 : Edgar Chatfeild-Clarke (Parti libéral)
- 1923 : John Seely (Parti libéral)
- 1924 : Peter Macdonald (Parti conservateur)
- 1959 : Mark Woodnutt (Parti conservateur)
- 1974 (février) : Stephen Ross (Parti libéral)
- 1987 : Barry Field (Parti conservateur)
- 1997 : Peter Brand (Parti libéral-démocrate)
- 2001 : Andrew Turner (Parti conservateur)
- 2017 : Bob Seely (Parti conservateur)